# Peridontodesmus hirsutus
Peridontodesmus hirsutus är en mångfotingart som beskrevs av Pocock 1909. Peridontodesmus hirsutus ingår i släktet Peridontodesmus och familjen Cryptodesmidae. Inga underarter finns listade i Catalogue of Life.